# Cats (1998)
Cats ist eine Verfilmung des gleichnamigen Musicals von David Mallet. Der Film erschien am 5. Oktober 1998 als Direct-to-Video.

## Handlung
Eine Gruppe von Katzen, die sich Jellicles nennen, versammelt sich zu ihrem jährlichen Ball und feiern ihren Anführer Old Deuteronomy. Während der Feier wird eine der Katzen ausgewählt, die die Ehre hat ins Heavyside-Layer, dem Jellicle-Katzenparadies, aufzusteigen, doch zuerst erzählen die Katzen ihre Geschichten. Das Fest wird durch zwei Ereignisse gestört, erstmal durch das Erscheinen von Grizabella. Sie war einst ein charmantes Kätzchen, dass sich nach dem Verlassen der Gruppe, einsam und allein, im Elend wiederfindet. Danach durch das plötzliche Auftauchen des bösen Macavity, der Old Deuteronomy entführt und die anderen Katzen in Verzweiflung bringt.
Macavity taucht in der Gestalt von Old Deuteronomy wieder auf, wird aber erkannt und bekämpft. Schließlich haben ihn die Jellicles im Schach und er nimmt sich selbst das Leben, durch zwei Stromkabel. Um ihren Anführer wiederzufinden, bitten die Katzen den magischen Mr. Mistoffelees um Hilfe, der ihn schließlich zurückbringt.
Zum Schluss taucht Grizabella wieder auf und wendet sich an ihre ehemaligen Gefährten. Sie bittet um Vergebung und um Wiederaufnahme. Old Deuteronomy gewährt ihr das Privileg und wird ausgewählt ins Heavyside-Layer aufzusteigen. Der Film endet mit Old Deuteronomy, der sich an das Publikum wendet und ihnen erklärt wie man einer Katze richtig begegnet.

## Hintergrund
Der Film wurde im August 1997 an 18 Tagen im Adelphi Theatre in London gedreht. Zuerst wurden die Stimmen der Besetzung aufgenommen, gefolgt von zwei Durchläufen der gesamten Show, die von 16 Kameras aus mehreren Blickwinkeln aufgenommen wurden und mit einigen Wochen Nahaufnahmen und Pick-up-Aufnahmen endeten. Manche Schauspieler wurden aus unterschiedlichen Gründen nachsynchronisiert, Veerle Casteleyn (Jemima) war Belgierin und hatte demnach einen sehr starken flämischen Akzent, weshalb die Gesangsspuren von der Opernsängerin Helen Massey aufgenommen wurden. Genau andersherum war es bei Skimbleshanks (Geoffrey Garratt), der von David Arniel nachsynchronisiert wurde, um ihm einen schottischen Akzent zu geben, jedoch nur bei seinem eigenen Lied, sonst ist immer Garratt zu hören.

## Veröffentlichung
Cats wurde erstmals 1998 von Polygram Video auf VHS und DVD veröffentlicht und erreichte Platz 6 der Billboard-Top-Video-Verkaufstabelle. 2013 wurde eine Blu-ray-Edition veröffentlicht, die zusätzliches Filmmaterial hinter den Kulissen enthielt.

## Rezeption
- Lexikon des internationalen Films: Freunde des Stoffes und des Genres kommen bei dieser Version durchaus auf ihre Kosten.[7]